# Liga Światowa w Piłce Siatkowej 1997 (składy)
Artykuł grupuje składy wszystkich reprezentacji narodowych w piłce siatkowej, które wystąpiły w Lidze Światowej 1997.

## Argentyna
Trener: Daniel Castellani
Asystent trenera: Carlos Getzelevich
| Numer | Imię i nazwisko     | Data urodzenia | Wzrost (w cm) |
| ----- | ------------------- | -------------- | ------------- |
| 1     | Marcos Milinkovic   | 22.12.1971     | 205           |
| 2     | Jorge Elgueta       | 21.11.1969     | 196           |
| 3     | Sebastián Jabif     | 24.01.1973     | 190           |
| 4     | Leandro Maly        | 29.01.1976     | 197           |
| 5     | Guillermo Quaini    | 06.11.1971     | 195           |
| 6     | Javier Weber        | 06.01.1966     | 180           |
| 7     | Fernando Borrero    | 15.12.1968     | 200           |
| 8     | Alejandro Romano    | 04.05.1974     | 194           |
| 9     | Sebastián Firpo     | 27.10.1976     | 186           |
| 10    | Alejandro Spajić    | 07.05.1976     | 204           |
| 11    | Gabriel Kunda       | 20.10.1968     | 197           |
| 12    | Pablo Pereira       | 18.01.1974     | 190           |
| 13    | Maximiliano Peralta | 06.07.1975     | 196           |
| 14    | Marcelo Gigante     | 11.06.1966     | 196           |
| 15    | Javier Pellegrini   | 22.01.1973     | 190           |
| 16    | Marcos Toscano      | 25.08.1977     | 200           |
| 17    | Sergio Periotto     | 28.02.1974     | 198           |
| 18    | Juan Pablo Porello  | 27.06.1977     | 195           |

## Brazylia
Trener: Radamés Lattari
Asystent trenera: Marcelo Gonçalves
| Numer | Imię i nazwisko         | Data urodzenia | Wzrost (w cm) |
| ----- | ----------------------- | -------------- | ------------- |
| 1     | Marcelo Negrão          | 10.10.1972     | 198           |
| 2     | Cássio Pereira          | 07.12.1971     | 183           |
| 3     | Braz Rozas Neto         | 12.12.1976     | 198           |
| 4     | Gilmar Teixeira         | 30.10.1970     | 193           |
| 5     | Paulo Silva             | 24.12.1963     | 201           |
| 6     | Luiz Monzillo Filho     | 29.03.1975     | 200           |
| 7     | Gilberto de Godoy Filho | 23.12.1976     | 192           |
| 8     | Douglas Chiarotti       | 10.11.1970     | 201           |
| 9     | Antônio Gouveia         | 20.04.1965     | 196           |
| 10    | Max Pereira             | 27.01.1970     | 198           |
| 11    | Marcelo Elgarten        | 09.11.1974     | 186           |
| 12    | Nalbert Bitencourt      | 09.03.1974     | 195           |
| 13    | Gustavo Endres          | 23.08.1975     | 203           |
| 14    | Alexandre Samuel        | 20.03.1970     | 201           |
| 15    | Fábio Marcelino         | 11.03.1973     | 195           |
| 16    | Gilson Bernardo         | 20.02.1968     | 192           |
| 17    | Ricardo Garcia          | 19.11.1975     | 191           |
| 18    | Carlos Schwanke         | 05.05.1974     | 198           |

## Bułgaria
Trener: Stefan Sokołow
Asystent trenera: Ewgeni Genczew
| Numer | Imię i nazwisko     | Data urodzenia | Wzrost (w cm) |
| ----- | ------------------- | -------------- | ------------- |
| 1     | Martin Stoew        | 03.12.1971     | 189           |
| 2     | Ljudmił Najdenow    | 04.09.1970     | 194           |
| 3     | Radko Kolew         | 07.04.1974     | 200           |
| 4     | Lubomir Ganew       | 06.10.1965     | 210           |
| 5     | Georgi Petrow       | 22.10.1969     | 190           |
| 6     | Weselin Dimczew     | 12.12.1973     | 191           |
| 7     | Nikołaj Żeljazkow   | 26.02.1970     | 198           |
| 8     | Iwan Tasew          | 21.03.1967     | 188           |
| 9     | Petyr Iliew         | 02.09.1973     | 197           |
| 10    | Petyr Uzunow        | 19.01.1971     | 198           |
| 11    | Najden Najdenow     | 25.05.1967     | 197           |
| 12    | Nikołaj Iwanow      | 14.06.1972     | 192           |
| 13    | Iwajło Gawriłow     | 30.12.1970     | 198           |
| 14    | Władisław Todorow   | 02.01.1970     | 183           |
| 15    | Radosław Arsow      | 11.10.1971     | 196           |
| 16    | Ewgeni Iwanow       | 03.06.1974     | 210           |
| 17    | Płamen Konstantinow | 14.06.1973     | 202           |
| 18    | Christo Modew       | 06.05.1976     | 215           |

## Chiny
Trener: Wang Jiawei
Asystent trenera: Di Anhe
| Numer | Imię i nazwisko | Data urodzenia | Wzrost (w cm) |
| ----- | --------------- | -------------- | ------------- |
| 1     | Gu Hongyu       | 31.01.1971     | 188           |
| 2     | Xu Wenfei       | 11.01.1977     | 192           |
| 3     | Li Haiyun       | 29.03.1969     | 202           |
| 4     | Cai Bin         | 04.10.1966     | 180           |
| 5     | Li Mu           | 10.07.1970     | 200           |
| 6     | Lu Wei Zhong    | 29.09.1973     | 197           |
| 7     | Zhang Liming    | 03.05.1969     | 192           |
| 8     | Zhou Jian An    | 11.04.1965     | 190           |
| 9     | Chen Feng       | 11.09.1969     | 192           |
| 10    | Wang Jin        | 02.05.1979     | 202           |
| 11    | Sun Liang       | 23.08.1975     | 199           |
| 12    | Zhang Xiang     | 30.05.1971     | 191           |
| 13    | Zhao Yong       | 15.03.1975     | 200           |
| 14    | An Jiajie       | 17.07.1973     | 196           |
| 15    | Xie Guochen     | 02.03.1973     | 195           |
| 16    | Zhu Gang        | 02.01.1971     | 204           |
| 17    | Yan Feng        | 01.12.1968     | 196           |
| 18    | Li Tieming      | 03.01.1975     | 192           |

## Hiszpania
Trener: Luis Muchaga
Asystent trenera: Luis Hernández
| Numer | Imię i nazwisko      | Data urodzenia | Wzrost (w cm) |
| ----- | -------------------- | -------------- | ------------- |
| 1     | Rafa Pascual         | 16.03.1970     | 196           |
| 2     | Antonio Cotrino      | 25.11.1976     | 201           |
| 3     | Venancio Costa       | 23.08.1967     | 196           |
| 4     | Alfonso Flores       | 24.08.1975     | 189           |
| 5     | Jesús Garrido        | 30.01.1970     | 195           |
| 6     | Juan Carlos Vega     | 15.09.1975     | 192           |
| 7     | Miguel Ángel Falasca | 29.04.1973     | 194           |
| 8     | Juan Carlos Robles   | 29.12.1967     | 204           |
| 9     | Juan Colom           | 13.06.1973     | 196           |
| 10    | Ángel Alonso         | 02.08.1967     | 187           |
| 11    | Carlos Carreño       | 19.04.1973     | 198           |
| 12    | Jorge De La Fuente   | 15.05.1973     | 195           |
| 13    | Héctor López         | 17.09.1971     | 192           |
| 14    | José Luis Moltó      | 29.06.1975     | 206           |
| 15    | Ernesto Rodríguez    | 15.01.1969     | 191           |
| 16    | Juan José Salvador   | 18.12.1975     | 200           |
| 17    | Enrique De La Fuente | 11.08.1975     | 195           |
| 18    | Alejandro Vadnov     | 02.01.1978     | 196           |

## Holandia
Trener: Toon Gerbrands
Asystent trenera: Toon van der Burgt
| Numer | Imię i nazwisko      | Data urodzenia | Wzrost (w cm) |
| ----- | -------------------- | -------------- | ------------- |
| 1     | Misha Latuhihin      | 26.12.1970     | 189           |
| 2     | Frank Denkers        | 15.02.1971     | 186           |
| 3     | Henk-Jan Held        | 12.11.1967     | 201           |
| 4     | Reinder Nummerdor    | 10.09.1976     | 194           |
| 5     | Guido Görtzen        | 09.11.1970     | 202           |
| 6     | Richard Schuil       | 02.05.1973     | 202           |
| 7     | Mike van de Goor     | 14.05.1973     | 207           |
| 8     | Gijs Ronnes          | 10.06.1977     | 187           |
| 9     | Bas van de Goor      | 04.09.1971     | 208           |
| 10    | Mark Broere          | 30.12.1970     | 198           |
| 11    | Olof van der Meulen  | 08.11.1968     | 201           |
| 12    | Peter Blangé         | 09.12.1964     | 205           |
| 13    | Twan van Kuijk       | 23.07.1977     | 201           |
| 14    | Martin van der Horst | 02.04.1965     | 214           |
| 15    | Albert Cristina      | 18.11.1970     | 194           |
| 16    | Martijn Dieleman     | 11.05.1979     | 202           |
| 17    | Robert van Es        | 11.11.1975     | 204           |
| 18    | Jochem de Gruijter   | 18.04.1978     | 194           |

## Japonia
Trener: Futoshi Teramawari
Asystent trenera: Yukimitsu Fujita
| Numer | Imię i nazwisko    | Data urodzenia | Wzrost (w cm) |
| ----- | ------------------ | -------------- | ------------- |
| 1     | Takashi Narita     | 06.10.1969     | 185           |
| 2     | Masayuki Shimizu   | 03.01.1971     | 186           |
| 3     | Yūichi Nakagaichi  | 02.11.1967     | 193           |
| 4     | Hiroyuki Minami    | 01.08.1972     | 201           |
| 5     | Noriaki Otsubo     | 14.11.1972     | 190           |
| 6     | Motoki Ozeki       | 23.09.1973     | 202           |
| 7     | Kentaro Asahi      | 19.09.1975     | 197           |
| 8     | Masaji Ogino       | 08.01.1970     | 197           |
| 9     | Nobutaka Hirano    | 05.12.1972     | 196           |
| 10    | Katsuyuki Minami   | 30.09.1970     | 200           |
| 11    | Yoichi Kato        | 12.08.1976     | 190           |
| 12    | Masanao Masumura   | 25.11.1976     | 190           |
| 13    | Minoru Takeuchi    | 23.02.1971     | 190           |
| 14    | Hideyuki Ōtake     | 16.07.1967     | 208           |
| 15    | Masayuki Izumikawa | 22.01.1971     | 196           |
| 16    | Norihiko Miyazaki  | 01.09.1969     | 192           |
| 17    | Nobuharu Saito     | 29.09.1973     | 205           |
| 18    | Isamu Asakura      | 10.12.1977     | 192           |

## Jugosławia
Trener: Zoran Gajić
Asystent trenera: Jovica Cvetković
| Numer | Imię i nazwisko   | Data urodzenia | Wzrost (w cm) |
| ----- | ----------------- | -------------- | ------------- |
| 1     | Đorđe Đurić       | 24.04.1971     | 200           |
| 2     | Žarko Petrović    | 27.10.1964     | 205           |
| 3     | Vladimir Batez    | 07.09.1969     | 194           |
| 4     | Željko Tanasković | 08.07.1967     | 198           |
| 5     | Dejan Brđović     | 21.02.1966     | 196           |
| 6     | Slobodan Boškan   | 18.08.1975     | 197           |
| 7     | Đula Mešter       | 03.04.1972     | 203           |
| 8     | Slobodan Kovač    | 13.09.1967     | 197           |
| 9     | Nikola Grbić      | 06.09.1973     | 195           |
| 10    | Vladimir Grbić    | 14.12.1970     | 193           |
| 11    | Rajko Jokanović   | 27.11.1971     | 190           |
| 12    | Andrija Gerić     | 24.01.1977     | 203           |
| 13    | Goran Vujević     | 27.02.1973     | 192           |
| 14    | Dragan Kobiljski  | 09.08.1971     | 200           |
| 15    | Veljko Petković   | 23.01.1977     | 199           |
| 16    | Dragan Ristić     | 13.11.1973     | 198           |
| 17    | Edin Škorić       | 01.12.1975     | 195           |
| 18    | Igor Vušurović    | 24.09.1974     | 200           |

## Korea Południowa
Trener: Kang Man-soo
Asystent trenera: Moon Yong-kwan
| Numer | Imię i nazwisko | Data urodzenia | Wzrost (w cm) |
| ----- | --------------- | -------------- | ------------- |
| 1     | Shin Jin-sik    | 01.02.1975     | 188           |
| 2     | Im Do-hun       | 09.06.1972     | 195           |
| 3     | Kim Se-jin      | 30.01.1974     | 200           |
| 4     | Lee Ho          | 24.04.1973     | 180           |
| 5     | Kim Sung-hyun   | 19.08.1971     | 187           |
| 6     | Bang Ji-sub     | 16.04.1974     | 192           |
| 7     | Kim Sang-woo    | 31.07.1973     | 195           |
| 8     | Hoo In-jung     | 19.04.1974     | 198           |
| 9     | Park Jong-chan  | 15.01.1970     | 194           |
| 10    | Bang Sin-bong   | 06.02.1975     | 200           |
| 11    | Shin Jung-sub   | 30.05.1974     | 200           |
| 12    | Park Hee-sang   | 01.08.1972     | 190           |
| 13    | Lee Sung-hee    | 26.09.1967     | 182           |
| 14    | Park Sun-chool  | 09.11.1973     | 195           |
| 15    | Kim Sung-chae   | 04.02.1972     | 196           |
| 16    | Shim Yun-sup    | 24.11.1971     | 185           |
| 17    | Han Hee-suk     | 02.09.1974     | 200           |
| 18    | Baik Seung-hun  | 05.01.1978     | 198           |

## Kuba
Trener: Juan Diaz Mariño
Asystent trenera: Justo Morales González
| Numer | Imię i nazwisko           | Data urodzenia | Wzrost (w cm) |
| ----- | ------------------------- | -------------- | ------------- |
| 1     | Freddy Brooks             | 10.08.1969     | 187           |
| 2     | Nicolás Vives             | 24.04.1970     | 189           |
| 3     | Ricardo Vantes            | 21.04.1967     | 191           |
| 4     | Joel Despaigne            | 02.07.1966     | 194           |
| 5     | Joel Olazábal             | 16.12.1975     | 198           |
| 6     | Iván Ruiz                 | 26.03.1977     | 197           |
| 7     | Ángel Dennis              | 13.06.1977     | 194           |
| 8     | Pavel Pimienta            | 03.08.1976     | 204           |
| 9     | Raúl Diago                | 01.08.1967     | 191           |
| 10    | Tomás Aldazabal           | 30.05.1976     | 195           |
| 11    | Osvaldo Hernández         | 11.07.1970     | 198           |
| 12    | Ramón Gato                | 16.11.1973     | 192           |
| 13    | Alain Roca                | 07.09.1976     | 198           |
| 14    | Ihosvany Hernández Rivera | 06.08.1972     | 206           |
| 15    | Ángel Beltrán             | 26.04.1973     | 200           |
| 16    | Alexey Díaz               | 22.04.1972     | 203           |
| 17    | Germán Izaguirre          | 06.02.1974     | 196           |
| 18    | Lázaro Marín              | 30.06.1967     | 198           |

## Rosja
Trener: Wiaczesław Płatonow
Asystent trenera: Wiaczesław Zajcew
| Numer | Imię i nazwisko      | Data urodzenia | Wzrost (w cm) |
| ----- | -------------------- | -------------- | ------------- |
| 1     | Stanisław Diniejkin  | 10.10.1973     | 215           |
| 2     | Wadim Chamutckich    | 26.11.1969     | 196           |
| 3     | Siergiej Orlenko     | 10.02.1971     | 200           |
| 4     | Rusłan Olichwier     | 11.04.1969     | 201           |
| 5     | Walerij Goriuszew    | 26.04.1973     | 198           |
| 6     | Igor Szulepow        | 16.11.1972     | 203           |
| 7     | Aleksiej Kazakow     | 18.03.1976     | 217           |
| 8     | Dmitrij Fomin        | 21.01.1968     | 200           |
| 9     | Siergiej Tietiuchin  | 23.09.1975     | 197           |
| 10    | Rusłan Żbankow       | 21.02.1970     | 204           |
| 11    | Konstantin Uszakow   | 24.03.1970     | 198           |
| 12    | Siergiej Kukarcew    | 21.08.1970     | 200           |
| 13    | Rusłan Czigrin       | 17.10.1971     | 200           |
| 14    | Dmitrij Żełtucha     | 14.11.1972     | 200           |
| 15    | Aleksandr Gierasimow | 22.01.1975     | 201           |
| 16    | Aleksandr Bogomołow  | 01.02.1976     | 208           |
| 17    | Aleksandr Bieriezin  | 18.06.1975     | 200           |
| 18    | Pawieł Iwanow        | 30.04.1964     | 186           |

## Włochy
Trener: Bebeto de Freitas
Asystent trenera: Flavio Gulinelli
| Numer | Imię i nazwisko    | Data urodzenia | Wzrost (w cm) |
| ----- | ------------------ | -------------- | ------------- |
| 1     | Andrea Gardini     | 01.10.1965     | 202           |
| 2     | Marco Meoni        | 25.05.1973     | 196           |
| 3     | Pasquale Gravina   | 01.05.1970     | 201           |
| 4     | Simone Bendandi    | 07.08.1976     | 196           |
| 5     | Mario Fangareggi   | 30.01.1973     | 202           |
| 6     | Samuele Papi       | 20.05.1973     | 190           |
| 7     | Leondino Giombini  | 30.01.1975     | 205           |
| 8     | Andrea Sartoretti  | 19.06.1971     | 194           |
| 9     | Cristian Casoli    | 27.01.1975     | 194           |
| 10    | Simone Rosalba     | 31.01.1976     | 197           |
| 11    | Hristo Zlatanov    | 21.04.1976     | 201           |
| 12    | Damiano Pippi      | 23.08.1971     | 194           |
| 13    | Andrea Giani       | 22.04.1970     | 196           |
| 14    | Davide Bellini     | 20.05.1969     | 197           |
| 15    | Michele Pasinato   | 13.03.1969     | 196           |
| 16    | Vigor Bovolenta    | 30.05.1974     | 202           |
| 17    | Claudio Bonati     | 07.06.1971     | 194           |
| 18    | Giuseppe Patriarca | 23.07.1977     | 198           |